# Hybridord
Hybridord är ord som etymologiskt består av flera led med olika språkligt ursprung. "Hybridord" är faktiskt själv ett hybridord från latinets hybridus, bastard – eventuellt till latin från grekiskans ὕβϱις hybris, överdrift – och svenskans ord.

## Vanliga hybridord
De vanligaste hybridorden i svenska och andra europeiska språk är sammansättningar mellan en latinsk del och en grekisk del. Många prefix (förled), suffix (efterled) och ordstammar som används i svenska och andra språk är av grekiskt eller latinskt ursprung, och kombineras ofta fritt.

## Exempel
- Automobil – från grekiska αὐτός (autos) "själv" och latin mobilis "rörlig"
- Bigami – från latin bis "två gånger" grekiska γάμος (gamos) "äkta stånd"
- Bioluminiscens – från grekiska βίος (bios) "liv" och latin lumen "ljus"
- Geostationär – från grekiska γῆ (gē) "jorden" och latin stationarius (från stare "stå", via statio) "stationär".
- Hexadecimal - från grekiska ἕξ (hex) "sex" och latin decimus "tionde" (icke-hybrider är sedecimal från latin och hexadekal från klassisk grekiska - i modern grekiska dekahexal)
- Homosexuell från grekiska ὁμός (homos) "samma" och latin sexus "kön" (på latin betyder homo "människa")
- Hybridord – från latin hybridus, och svenska/nordiska ord
- Hyperaktiv – från grekiska ὑπέρ (hyper) "över" och latin activus (superaktiv skulle det vara på latin)
- Klaustrofobi - från latin claustrum "begränsat utrymme" och grekiska φόβος (fobos) "skräck".
- Kvadrofoni – från latin quattuor "fyra" och grekiska φωνικός, från φωνή (fōnē) "ljud" (icke-hybrid från grekiska är tetrafoni)
- Liposuktion – från grekiska λίπος (lipos) "fett" och latin suctio "suga"

- Monokultur – från grekiska μόνος (monos) "en", "enkel" och latin cultura "odling"
- Mobiltelefon – latin mobilis "rörlig", grekiska τῆλε (tēle) "fjärran" och grekiska φωνή (fōnē) "röst", "ljud"
- Neonatal – från grekiska νέος (neos) "ny" och latin natus "född"
- Neurotransmittor – från grekiska νέυρον (neuron) "sena" och latin trans "över" och latin mittere "sända"
- Polyamori – från grekiska πολύς (polys) "flera" och latin amor "kärlek"
- Sociologi — från latin socius, "kamrat", och grekiska λόγος (logos) "ord", "förnuft", "lära"
- Sociopat – från latin socius, "kamrat", och grekiska  πάθος pathos "lidande"
- Television – från grekiska τῆλε (tēle) "fjärran" och latin visio "seende"
- Vexillologi – latin vexillum "flagga" och grekiska λόγος (logos) "ord", "förnuft", "lära"